# Condado de Sochaczew
Condado de Sochaczew (polaco: powiat sochaczewski) é um powiat (condado) da Polónia, na voivodia de Mazóvia. A sede do condado é a cidade de Sochaczew. Estende-se por uma área de 731,02 quilômetros quadrados, com 83 467 habitantes, segundo os censos de 2005, com uma densidade 114,18 hab/km².

## Demografia
População (dados de 30 de Junho de 2005):
|          | Total   | Total | Mulheres | Mulheres | Homens  | Homens |
| -------- | ------- | ----- | -------- | -------- | ------- | ------ |
|          | pessoas | %     | pessoas  | %        | pessoas | %      |
| Total    | 83 467  | 100   | 42 864   | 51,4     | 40 603  | 48,6   |
| Cidades  | 38 126  | 100   | 19 998   | 52,5     | 18 128  | 47,5   |
| Povoados | 45 341  | 100   | 22 866   | 50,4     | 22 475  | 49,6   |